# 昆氏
昆氏（こんし）は、日本の氏族。気仙郡金氏の流れを汲むといわれる。

## 昆系 久慈氏
「予参御譜代並」の久慈氏に関しては「本名苗氏、御譜代並にある。紋釼花菱」と記されて、南部の血族ではなく、昆（金）を本姓とする気仙郡司金一族などと同じ古代在地豪族の系譜を引く家柄も存在する。

### 系譜
```
<<異姓之十五>>
久慈氏　本名昆　昆　
曽根

　姓藤原　後源姓ニ改ム　紋旧獅子牡丹　今万字
　　　　　　　　　　　　　　　　　　　　　　　　　　　　　　　　　　　　　　　　　　　　　　　　
久慈丹左衛門家

　　　　　　　　　　　　　　　　　　　　　　　　　　　　　　　　　　　　　　　　　　　　　　　　　　昆主水　
　　　　　　　　　　　　　　　　　　　　　　　　　　　　　　　　　　　　　　　　　　　　　　　　　　忠光
　　　　　　　※（昆門左衛門家）━━━━━━━━━━━━━━━━━━━━━━━━━━━━━━━━━━┫
　　　　　　　　　　　　　　　　　　　　　　　　　　　　　　　　　　　　　　　　　　　　　　　　久慈但馬
　　　　　　　　　　　　　　　　　　　　　　　　　　　　　　　　　　　　　　　　　　　　　　　　　　
高光
(満林)
　　　　　　　　　　　　　　　　　　　　　　　　　　┏━━━━━━━━━━━━━━━━━━━━━━━╋━━━━━━━━━━━━━━━━━━━━━━（久慈作平家）※　　
　　　　　　　　　　　　　　　　　　　　　　　　　
久慈恭次郎家 
　　　　　　　　　　　　　　　　　　　　喜右衛門　　　　　　　　　　　　　　　　　　　　　　　　　　　　
　　　　　　　　　　　　　　　　　　　　　　　　　久慈主水　　　　　　　　　　　　　　　　　　　　　満隣(満却)　　　　　　　　　　　　　　　　　　　　　　　　　　　　　　　　　　
　　　　　　　　　　　　　　　　　　　　　　　　　　　茂満(満興)　　　　　　　　　　　　　　　　　　　┣━━━━┳━━━━┳━━━━━━┓　　　　　　　　　　　　　　　　　　　　　
　　　　　　　　　　　　　　　　　　　　　　　　　　┃　　　　　　　　　　　　　　　　　　　　　　　弥十郎　　満都　　　直貞　　　久慈弥太夫　　　　　　　　　　　　　　　　　　　
　　　　　　　　　　　　　　　　　　　　　　　　　　喜平治　　　　　　　　　　　　　　　　　　　　　満照　（昆家養子)(中川家養子)　　　満矩　　　　　　　　　　　　　　　
　　　　　　　　　　　　　　　　　　　　　　　　　　満国　　　　　　　　　　　　　　　　　　　　　　┃　　　　　　　　　　　　　　　　┣━━━━━┳━━━━━┓　　
　　　　　　　　　　┏━━━━━━━━━━━━━━━╋━━━━━━━━━━━━━━━━━━┓　　　　喜六　　　　　　　　　　　　　　　勘兵衛　曽根弥惣兵衛　貞則　
　　　　　　　　
久慈謙左衛門家　
　　　　　　　　　　　　喜兵衛　　　　　　　　　　　　　　　安左衛門　　満高(満一)　　　　　　　　　　　　満曹　　　
　　　　　　　　　　門兵衛　　　　　　　　　　　　　満尊　　　　　　　　　　　　　　　　　満貞　　　┃　　　　　　　　　　　　　　　　┣━━━━━┳━━━━┓　　
　　　　　　　　　　満法　　　　　　　　　　　　　　┣━━━━━━━━━━━━┓　　　　　　　　　　喜弥吉　　　　　　　　　　　　　　藤右衛門　　貞了　　　之祐　　　　　
　　　　　　　　　　┣━━━━━━━━━━━┓　　　弥左衛門　　　　　　　　
久慈末治家
　　　　　　　　一貞　　　　　　　　　　　　　　　満賢　　(中川家養子)(中島家養子)
　　　　　　　　　　安左衛門　　　　　　　　門兵衛　正満　　　　　　　　　　　弥右衛門　　　　　　　┃　　　　　　　　　　　　　　　　┣━━━━━┓　
　　　　　　　　　　満貞　　　　　　　　　　満武　　┣━━━━━┓　　　　　　正奠　　　　　　　　　喜八郎　　　　　　　　　　　　　　勘兵衛　　　藤八　　
　　　　　　　　　　┣━━━━━━┓　　　　┃　　　弥左衛門
久慈直右衛門家
　　　　┣━━━━━┓　　　　満薫　　　　　　　　　　　　（久慈家養子）
　　　　　　　　　　安左衛門　　　甚右衛門　満治　　満英　　　　團右衛門　　　喜兵衛　　満則　　　　┃
　　　　　　　　　　満勝(満長)（兼平家養子）　　　　┃　　　　　満済　　　　　満昌　（久慈家養子）　丹左衛門　　　　　　
　　　　　　　　　　┃　　　　　　　　　　　　　　　弥左衛門　　┃　　　　　　┣━━━━┓
　　　　　　　　　　安左衛門　　　　　　　　　　　　満雅　　　　直右衛門　　　角巳　　　慕
　　　　　　　　　　満起　　　　　　　　　　　　　　┃　　　　　満則　　　　　　　（久慈家養子）
　　　　　　　　　　┃　　　　　　　　　　　　　　　判左衛門　　┣━━━━━┳━━━━━┳━━━━━┓
　　　　　　　　　　　　　　　　　　　　　　　　　　満高　　　　直右衛門　　弥七郎　　　僧　　　　　僧
　　　　　　　　　　　　　　　　　　　　　　　　　　┃　　　　　満高　　(報恩寺弟子)(宮沢寺弟子)(永祥院弟子)
　　　　　　　　　　　　　　　　　　　　　　　　　　藤六
　　　　　　　　　　　　　　　　　　　　　　　　　　┃

　　　　┏━━━━━━━━━━━━━━(久慈丹左衛門家)※　
　　
昆門左衛門家
　　　　　　　　　　　　　　　　　　　　
　　　昆土佐　　　　　　　　　　　　　　　　　　　　　　　　　　　　　　　　　　
　　　　光重　　　　　　　　　　　　　　　　　　　　　　　　　　　　　　　　　　　　　　　　　　　　　　　　　※(久慈丹左衛門家)━━━━━━━┓　　
　　　　┃　　　　　　　　　　　　　　　　　　　　　　　　　　　　　　　　　　　　　　　　　　　　　　　　　　　　　　　　　　　　　　　　　　九郎助　
　　　　小左衛門　　　　　　　　　　　　　　　　　　　　　　　　　　　　　　　　　　　　　　　　　　　　　　　　　　　　　　　　　　　　　　　┣━━━━┳━━━━━━┓　
　　　　好三　　　　　　　　　　　　　　　　　　　　　　　　　　　　　　　　　　　　　　　　　　　　　　　　　　　　　　　　　　　　　　　　　源之丞　　清右衛門　
久慈作平家 

　　　　┃　　　　　　　　　　　　　　　　　　　　　　　　　　　　　　　　　　　　　　　　　　　　　　　　　　　　　　　　　　　　 　　　　　 弥五衛　　　　　　　　　作兵衛
　　　　小左衛門　　　　　　　　　　　　　　　　　　　　　　　　　　　　　　　　　　　　　　　　　　　　　　　　　　　　　　　　　　┏━━━━┫　　　　　　　　　　　┃　
　　　　満都　　　　　　　　　　　　　　　　　　　　　　　　　　　　　　　　　　　　　　　　　　　　　　　　　　　　　　　　　　　　恒隆　　　源之丞　　　　　　　　　勝正
　　　　┣━━━━━┳━━━━┳━━━━━┓　　　　　　　　　　　　　　　　　　　　　　　　　　　　　　　　　　　　　　　　　　(下河原家養子)勝貞　　　　　　　　　　作兵衛
　　　　喜右衛門　　満忠　　　市右衛門　　喜右衛門　　　　　　　　　　　　　　　　　　　　　　　　　　　　　　　　　　　　　　　　　┏━━━━┫　　　　　　　　　　　┣━━━━━┓
　　　　官満　　(西川家養子)　満武　　　　好山　　　　　　　　　　　　　　　　　　　　　　　　　　　　　　　　　　　　　　　　(下河原恒公三男)源七　　　　　　　　　　作兵衛　　　忠融
　　　　　　　　　　　　　　　　　　　　　┣━━━━┓　　　　　　　　　　　　　　　　　　　　　　　　　　　　　　　　　　　　　　之祐　　　　恒底　　　　　　　　　　金五郎　(一条家養子)　
　　　　　　　　　　　　　　　　　　　　　門右衛門　三復　　　　　　　　　　　　　　　　　　　　　　　　　　　　　　　　　　　　　　　　　　　┃　　　　　　　　　　　┣━━━┳━━━━┳━━━┓　
　　　　　　　　　　　　　　　　　　　　　三省　　　　　　　　　　　　　　　　　　　　　　　　　　　　　　　　　　　　　　　　　　　　　　　　源之丞　　　　　　　　　百松　　左兵衛　　助惣　　四郎次
　　　　　　　　　　　　　　　　　　　　　　　　　　　　　　　　　　　　　　　　　　　　　　　　　　　　　　　　　　　　　　　　　　　　　　　成正　　　　　　　　　　　　(花阪家養子)　
　　　　　　　　　　　　　　　　　　　　　　　　　　　　　　　　　　　　　　　　　　　　　　　　　　　　　　　　　　　　　　　　　　　　　　　┃
　　　　　　　　　　　　　　　　　　　　　　　　　　　　　　　　　　　　　　　　　　　　　　　　　　　　　　　　　　　　　　　　　　　　　　　源之丞
　　　　　　　　　　　　　　　　　　　　　　　　　　　　　　　　　　　　　　　　　　　　　　　　　　　　　　　　　　　　　　　　　　　　　　　源次郎
　　　　　　　　　　　　　　　　　　　　　　　　　　　　　　　　　　　　　　　　　　　　　　　　　　　　　　　　　　　　　　　　　　　　　　　┃ 　　　　
　　　　　　　　　　　　　　　　　　　　　　　　　　　　　　　　　　　　　　　　　　　　　　　　　　　　　　　　　　　　　　　　　　　　　　　源次郎
 　　　　　                                                                                                                                   権九郎

 <<異姓之五十三>>
久慈氏　
　姓不詳　紋三引竜
```